# おとこのこおんなのこ
『おとこのこ おんなのこ』は、一部フジテレビ系列局で放送されていたフジテレビ製作のバラエティ番組である。全6回。製作局のフジテレビでは1998年10月13日から同年11月24日まで、毎週火曜 19:00 - 20:00 （日本標準時）に放送。

## 概要
毎回スタジオに60人の子供たちと保護者たちを招いて行われていた子供向け番組で、今田耕司と篠原ともえが司会を務めていた。フジテレビの火曜19:00枠では初の1時間番組であり、また篠原のゴールデンタイム初の司会番組という触れ込みだったが、わずか6回で終了した。
この番組以後、フジテレビの火曜19:00枠は1時間を通してローカルセールス枠になっている（『カスペ!』枠が編成されていた時期を除く）。そのため、東海テレビのように系列局であってもこの番組を放送しない局もあった。

## スタッフ
- 制作協力：ジャパンプロデュース
- 制作著作：フジテレビ